# Verzorgingsplaats Groote Bleek
Verzorgingsplaats Groote Bleek is een Nederlandse verzorgingsplaats, gelegen aan de A2 Maastricht-Amsterdam tussen afritten 36 en 35 nabij Maarheeze, gemeente Cranendonck.
De verzorgingsplaats is eind 2005 uitgebreid omdat de parkeercapaciteit voor vrachtwagens te klein was geworden.
De verzorgingsplaats ligt in het gebied de Groote Bleek en even ten zuiden van de verzorgingsplaats kruist de A2 een weg die ook naar dit gebied genoemd is, Grote Bleek.
Aan de andere kant van de snelweg ligt verzorgingsplaats 't Haasje.
Richting Eijsden:
Haarrijn · 
IJsselstein · 
Bisde · 
De Lucht West · 
Velder · 
't Haasje · 
Roevenpeel · 
Ellerbrug · 
Het Anker · 
Vossedal · 
Knuvelkes
Richting Amsterdam:
Patiel · 
Meerssen · 
Kruisberg · 
Swentibold · 
Bosserhof ·
Meiberg · 
Groote Bleek · 
Ooiendonk · 
De Lucht Oost · 
Lingehorst · 
Jutphaas · 
Ruwiel